# Dromiciops mondaca
Dromiciops mondaca (дромер Мондаки) — вид сумчастих ссавців. 

## Таксономія
Вид виділений з таксону Dromiciops gliroides. У результаті досліджень встановлено, що D. gliroides має глибоку філогеографічну структуру з 3 алопатричними та високодиференційованими групами. Взяті разом, морфологічні та молекулярні дані вказують на існування 2 невизнаних безіменних видів. За ознаками черепа та зубів можна легко відрізнити види Dromiciops. Dromiciops mondaca є ендеміком Чилі, D. bozinovici проживає в Аргентині й Чилі. D. gliroides s.s. обмежується південною частиною поширення роду, включаючи острів Чілое.

## Морфологія
шерсть на спині коричнева з темно-коричневою плямою від чола до крупа, що поширюється на плечі, лопатку, боки та стегна; черевне хутро блідо-біле, з темно-сірою основою. Бічний профіль черепа округлий. Рострум вузький, великий і звужується; бічні сторони рострума увігнуті; передщелепний відросток рострума завжди звужується. Верхні ікла вдвічі довші за різці.

## Поширення та стиль життя
Dromiciops mondaca — ендемік прибережних Кордильєрів регіону Лос-Ріос, Чилі.
Веде нічний спосіб життя і активний до світанку. Протягом літа та на початку осені комунальне гніздування є поширеним серед пострепродуктивних самиць і молоді. Взимку частішає торпор.

## Етимологія
Видовий епітет присвячений Фреді Мондаці (англ. Fredy Mondaca) на знак визнання його основоположної ролі в Colección de Mamíferos de la Universidad Austral de Chile, де він самовіддано працює понад два десятиліття.